# Nyack
Nyack és una població dels Estats Units a l'estat de Nova York. Segons el cens del 2000 tenia 7.071 habitants.

## Demografia
Segons el cens del 2000, Nyack tenia 6.737 habitants, 3.188 habitatges, i 1.511 famílies. La densitat de població era de 3.378,1 habitants per km².
Dels 3.188 habitatges en un 20,5% hi vivien nens de menys de 18 anys, en un 32% hi vivien parelles casades, en un 12,3% dones solteres, i en un 52,6% no eren unitats familiars. En el 42,3% dels habitatges hi vivien persones soles el 12,3% de les quals corresponia a persones de 65 anys o més que vivien soles. El nombre mitjà de persones vivint en cada habitatge era de 2,1 i el nombre mitjà de persones que vivien en cada família era de 2,93.
Per edats la població es repartia de la següent manera: un 19% tenia menys de 18 anys, un 6,6% entre 18 i 24, un 36,2% entre 25 i 44, un 24,8% de 45 a 60 i un 13,5% 65 anys o més.
L'edat mediana era de 38 anys. Per cada 100 dones de 18 o més anys hi havia 84,2 homes.
La renda mediana per habitatge era de 54.890 $ i la renda mediana per família de 69.146 $. Els homes tenien una renda mediana de 50.043 $ mentre que les dones 35.202 $. La renda per capita de la població era de 32.699 $. Entorn del 2,2% de les famílies i el 6% de la població estaven per davall del llindar de pobresa.